# لوایا ختا
لوایا ختا (انگلیسی: Levaya Khetta) یک رودخانه در ناحیه خودگردان یامالو-ننتس کشور روسیه است.